# Pål Waaktaar-Savoy

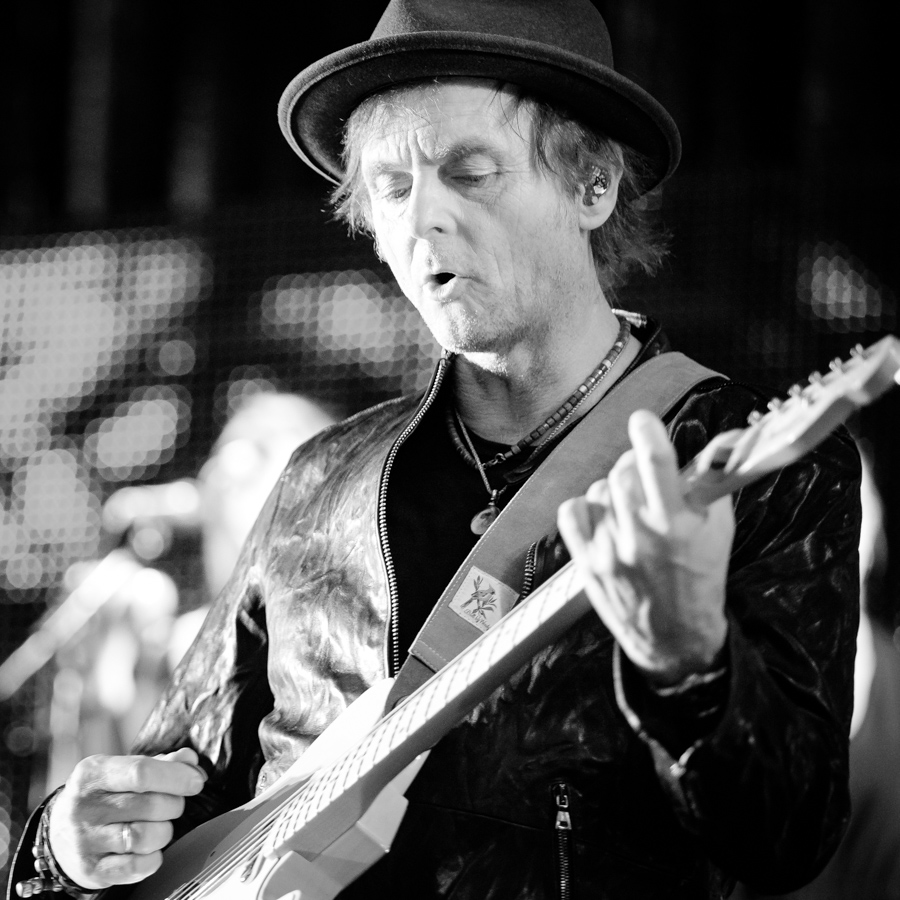
Paul Waaktaar-Savoy (2018)
Bild: Tore Sætre

Pål Gamst Waaktaar-Savoy, heutiger Künstlername Paul Waaktaar-Savoy, (* 6. September 1961 in Tonsenhagen, Oslo) ist ein norwegischer Musiker und Mitglied der Band a-ha.
1991 heiratete Waaktaar-Savoy die US-Amerikanerin Lauren Savoy. Das Paar hat einen Sohn und lebt in New York City und Oslo.
Neben a-ha gründete Waaktaar-Savoy mit seiner Frau Lauren die Band Savoy, die in der Zeit seit der Gründung 1994 ebenfalls einige Erfolge feiern konnte. Dritter im Bunde ist der Schlagzeuger Frode Unneland.
2012 erhielt Waaktaar-Savoy zusammen mit seinen Kollegen von a-ha den Sankt-Olav-Orden in der Stufe Ritter 1. Klasse für seinen Beitrag zur norwegischen Musik.